# 浅川陣屋
浅川陣屋（あさかわじんや）は、陸奥国石川郡浅川村に置かれた越後高田藩浅川領の奉行所・幕府領の代官所である。

## 概要

### 高田藩領期
- 寛保元年（1741年）11月、高田藩主松平定賢を陸奥国白河へ、白河藩主松平明矩を播磨国姫路へ、姫路藩主榊原政純を越後国高田へ転封する三方領地替えがあり、それに伴い陸奥国白川、田村、石川、岩瀬の四郡の一部が高田藩の分領（浅川領）となった。
新しい高田藩の領知は15万石であったが、そのうち半数以上の8万4千石余りが高田から遠く離れた浅川領であった。
- 寛保2年（1742年）3月、石川郡浅川村本町東裏に陣屋を設置。
高田藩の役人は陣屋をおく予定であった石川町に滞在していたが、川の氾濫によって仮宅が浸水し通行も不自由になったので、この地では不適と判断し、陣屋の設置を取りやめた。代わりに、設置費用を負担する者が現れた浅川村に陣屋を置くことにし、3年後の延享2年（1745年）に落成した。
- 宝暦元年（1751年）11月、大火に見舞われ陣屋が類焼する。
問屋方から出火し、陣屋建物・長屋・侍屋敷32軒、町内63軒を焼いた大火災であった。
- 天明3年（1783年）7月、高田より浅川領内への移民が行われる。
土地が悪く、苦役や飢饉（天明の大飢饉など）も重なり、浅川領は人口は減少の一途をたどり、手余り地が増大していった。年平均100人の人口減少は藩にとっても放置し得ない重大な政治課題であり、金や米などを支出するなど対策に腐心していた。その対策の一つとして、高田本領内から浅川領への移住希望者を募った。天明3年（1783年）春、浅川領の大庄屋が移民募集に赴いたときには、一家族10人の応募があった。この他にもたびたび移民の募集を行っていたようではあるが、この一家族を除いて移住した記録は見つかっていない。
- 寛政10年（1798年）1月、浅川領内全域で打ちこわしが広がる（浅川騒動）。
百姓らが蜂起し、大庄屋宅などを打ちこわしながら陣屋へ迫った。浅川騒動を参考のこと。
- 文化元年（1804年）10月、大火に見舞われ陣屋が類焼する。
- 文化2年（1805年）本町西裏へ陣屋を移す。
夜中、町内より出火し、激しい風に煽られて陣屋建物を焼失させた。風向きが悪く類焼したことを考慮し、新しい陣屋を本町西裏（現浅川小学校敷地）に建てることになった。校内に浅川陣屋跡の記念碑が建てられている。

### 幕府領期
- 文化6年（1809年）白川・石川・田村郡のうち85か村の5万石が幕府領となる。
藩の財政を逼迫させる悩みの種であり、村替えを懇願していた浅川領のうち、一部の5万石が越後国頸城郡と付け替えになった。付け替えられた幕府領は高田藩預かりとなり、残りの分領とともに浅川から釜子に陣屋を移して支配が続いた（釜子陣屋）。
- 文政3年（1820年）3月、高田藩預かり地は幕府の直轄となり、浅川代官所が置かれる。
- 天保9年（1838年）9月、塙代官陣屋の支配となり、浅川出張陣屋が置かれる。
- 慶応4年（1868年）4月、浅川陣屋引渡し、明治新政府の管轄となる。